# Giovanni Agostino Campanile
Giovanni Agostino Campanile (falecido a 4 de julho de 1594) foi um prelado católico romano que serviu como bispo de Minori (1567–1594).

## Biografia
No dia 8 de agosto de 1567, Giovanni Agostino Campanile foi nomeado durante o papado de Pio V como Bispo de Minori. A 31 de agosto de 1567, foi consagrado bispo por Giulio Antonio Santorio, arcebispo de Santa Severina, com Thomas Goldwell, bispo de Saint Asaph, e Egidio Valenti, bispo de Nepi e Sutri, servindo como co-consagradores. Serviu como Bispo de Minori até à sua morte a 4 de julho de 1594.

## Sucessão episcopal
Enquanto bispo, foi o principal co-consagrador de:
- Serafino Fortibraccia, Bispo de Nemosia (1569), e
- Francesco D'Afflitto, Bispo de Scala (1583)